# Sean Slemon
Sean Slemon nacido el año 1978 en Ciudad del Cabo, es un artista sudafricano, escultor, instalador y grabador. Vive y trabaja en Nueva York, Estados Unidos.